# Christian de Portzamparc

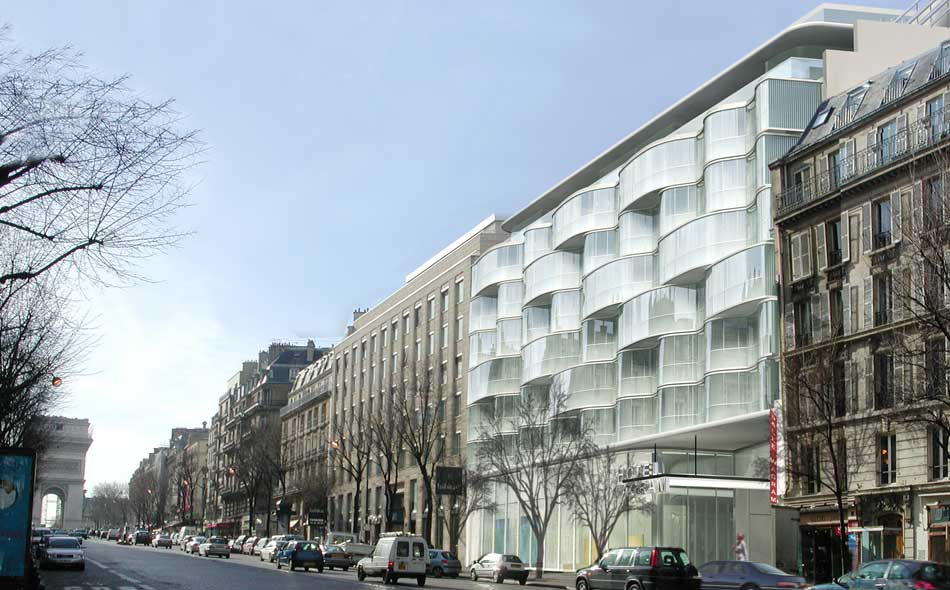
Hotel Renaissance Wagram i Paris.

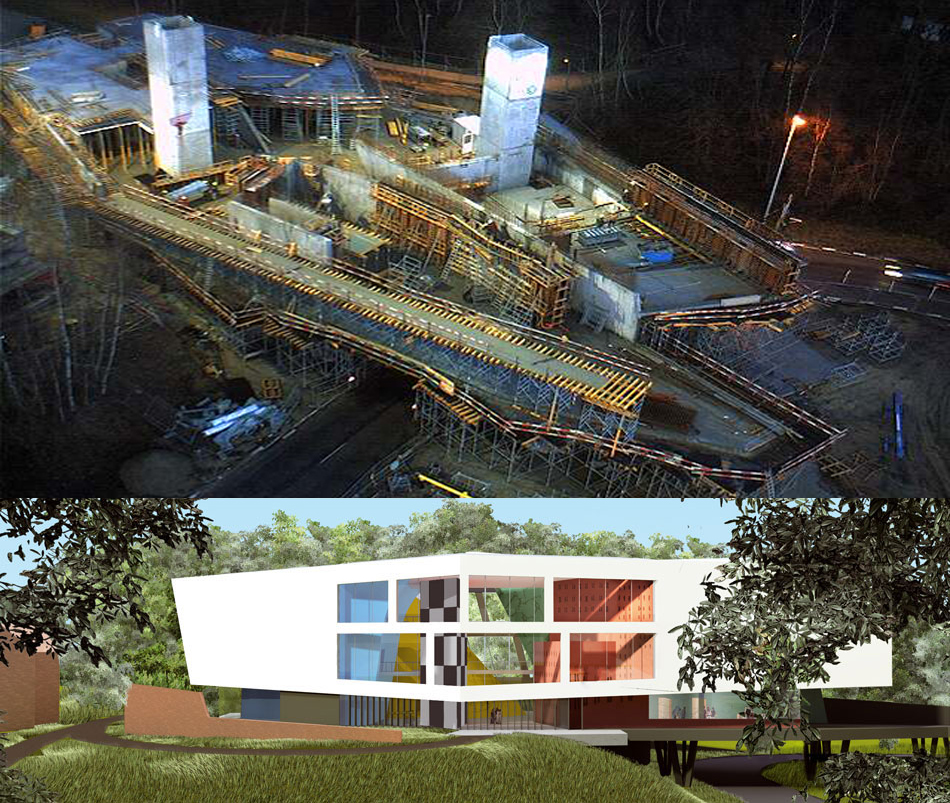
Hergé-museet (2001–2009), Louvain-la-Neuve i Belgien.

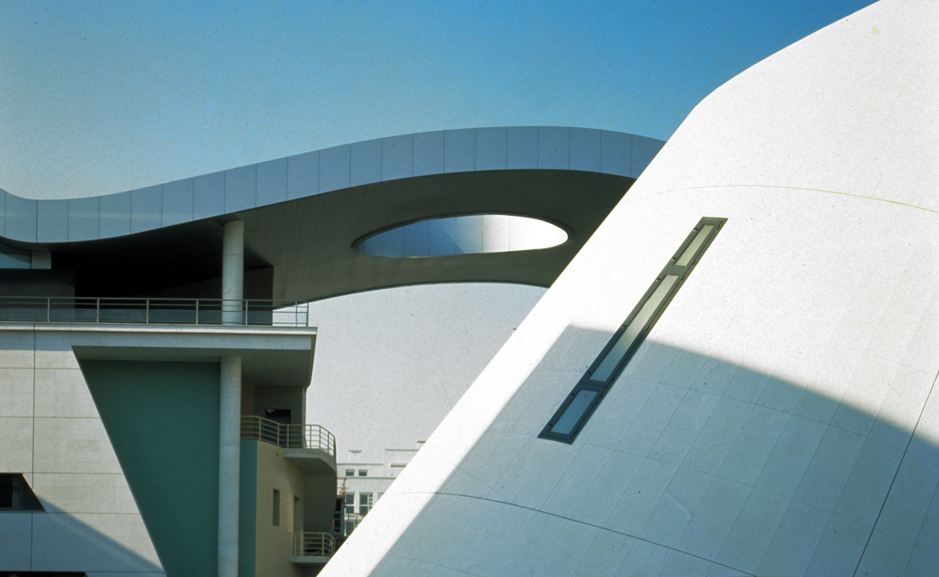
Cité de la Musique i Paris.

Christian de Portzamparc född 5 maj 1944 i Casablanca, Marocko, är en fransk arkitekt belönad med Pritzkerpriset år 1994.

## Biografi
Christian de Portzamparc såg sig själv som en designer som målade innan han studerade arkitektur. de Portzamparc tog examen i arkitektur år 1970 vid École Nationale des Beaux Arts i Paris. 1980 startade de Portzamparc eget med kontor i Paris, nu med avdelningar i New York och Rio de Janeiro. de Portzamparc arbetar med gestaltning av byggnader och stadsplanering. de Portzamparc arkitektur är av vår tid, inte klassisk, inte modern.

## Byggnader i urval
- 1974 -Château d’eau, Marne la Vallée
- 1987 -Beaubourg Cafe, Paris
- 1990 -Musée Bourdelle, Paris
- 1991 -Nexus II, Fukuoka, Japan
- 1995 -Cité de la Musique, Paris
- 1999 -LVMH Tower, New York
- 2003 -Frankrikes ambassad, Berlin
- 2004 -Le Monde, Paris
- 2005 -Philharmonie Luxemburg
- 2006 -De Citadel, Nederländerna
- 2009 -Musée Hergé, Belgien